# Утикеева, Эльвира Александровна
Эльви́ра Алекса́ндровна Утике́ева (14 ноября 1941 — 28 мая 2018) — российская актриса театра, заслуженная артистка Карельской АССР (1989), Заслуженная артистка Российской Федерации (1998). Лауреат высшей республиканской театральной премии «Онежская маска» (2001).

## Биография
Родилась в г. Константиновка Донецкой области.
Детство и юность провела в г. Таллине. В 1962 г. окончила Государственную театральную студию при Омском драматическом театре под руководством Ю. А. Альховского.
С 1963 года в труппе Русского театра драмы Карельской АССР.
После роспуска труппы Русского театра драмы в 2006 г. ушла со сцены, выступала в чтецких программах.
Преподавала сценическую речь в Петрозаводской государственной консерватории, вела студию художественного слова в Республиканском доме работников просвещения, играла в спектаклях литературно-музыкальных программах Карельского телевидения.

## Театральные роли
- Валька-кассирша — «Иркутская история» А. Арбузова
- Наташа — «Аргонавты» Ю. Эдлиса
- Наташа — «104 страницы про любовь» Э. Радзинского
- Лика — «Мой бедный Марат» А. Арбузова
- Сонетка — «Леди Макбет Мценского уезда» Н. Лескова
- Стефка — «Панна Маличевская» Г. Запольской
- Ольга Рыжова — «Сослуживцы» Э. Брагинского и Э. Рязанова
- Ната Стефанович — «Госпожа министерша» Б. Нушича
- Мария Васильевна — «Виноватые» А. Арбузова
- Лебедкина — «Поздняя любовь» А. Островского
- Донна Анна — «Маленькие трагедии» А. Пушкина
- Дина Федоровна — «Пришел мужчина к женщине» — С. Злотникова
- Лейди Торренс — «Орфей спускается в ад» Т. Уильямса
- Глумова — акле «На всякого мудреца довольно простоты» А. Островского
- Гертруда — «Гамлет» У. Шекспира
- Линда — «Смерть коммивояжёра» А. Миллера
- Эстер — «Цена» А. Миллера
- Юрьева — «Женский стол в охотничьем зале» В. Мережко,
- Фелисити Честерфилд — «Когда лошадь теряет сознание» Ф. Саган,
- Бабушка — «Деревья умирают стоя» А. Касоны
- Доктор — «Соната для троих» И. Бергмана
- миссис Туз — «Все в саду» Э. Олби
- Джин Хортон — «Квартет» Р. Харвуда
- Юрьева — «Женский стол в „Охотничьем зале“» В. Мережко

## Награды
- Медаль «Ветеран труда» (1989)
- Заслуженная артистка Российской Федерации (1998)
- Заслуженная артистка Карельской АССР (1989)
- Почетная грамота Верховного Совета КАССР (1982)